# Feimanka
Feimanka (pol. hist. Fejmanka) – rzeka (strumień) na Łotwie (Łatgalia, okręg Preiļi), prawy dopływ rzeki Dubna.
Wypływa z Feimaņu ezers, ma długość 72 km; przepływa przez miasto Riebiņi i omija od północnego zachodu (o ok. półtora kilometra) miasto Preiļi; główny dopływ – Preiļupe. Do Dubny uchodzi w miejscowości Rožupe, ok. dwunastu kilometrów przed jej ujściem do Dźwiny.